# Tocasta priscella
Tocasta priscella är en fjärilsart som beskrevs av August Busck 1912. Tocasta priscella ingår i släktet Tocasta och familjen säckmalar. Inga underarter finns listade i Catalogue of Life.